# شنیانگ جی-۱۶
شنیانگ جی-۱۶ (انگلیسی: Shenyang J-16) یک جنگنده چندمنظوره تهاجمی دوموتوره ساخت شرکت شنیانگ چین است که برپایهٔ شنیانگ جی-۱۱ توسعه یافته است. بیش از ۲۰۰ فروند جی-۱۶ ساخته شده است و تنها در نیروی هوایی چین فعال‌هستند.

## طراحی و توسعه
در دهه ۱۹۹۰ میلادی چین پس از خریدن تعدادی سوخو-۲۷ از روسیه خط تولید آن را نیز خریداری کرد و تحت لیسانس روسیه با نام شنیانگ جی-۱۱-اِی تولید نمود. اندکی بعد چین شنیانگ جی-۱۱-بی را تولید کرد که آن مدل تک سرنشین بوده است. همچنین یک مدل دوسرنشین برای جی-۱۱ طراحی نمود و با کد (BS) جی-۱۱-بی‌اس نامگذاری کرد. شنیانگ جی-۱۶ یک توسعه بر روی جی-11 BS است.
جی-۱۶ نخستین پروازش آزمایشی را در سال ۲۰۱۲ انجام داد
و در سال ۲۰۱۵ وارد خدمت‌شد. این جنگنده دارای آرایه اسکن الکترونیکی فعال است و موتور چینی شنیانگ دابلیواس-۱۰-A در آن به کار رفته است. و همچنین به دلیل کاربرد مواد کامپوزیت، وزن آن کاهش داشته است. در ساخت جی-۱۶ از مواد و رنگ جاذب رادار استفاده شده است تا بازتاب راداری کاهش‌یابد. و دارای غلاف جنگ الکترونیک برای گذر از پدافند هوایی دشمن‌است.
مدلی با نام D برای جنگ الکترونیک ساخته‌شد و در سال ۲۰۱۵ نخستین پرواز خود را انجام داد. این مدل برای ایجاد پارازیت بر روی پدافند هوایی دشمن ساخته شده است.
در سال ۲۰۲۱ شنیانگ اعلام‌کرد که کابین دوم را با یک سامانه هوش مصنوعی به نام «هوش پیروزی» جایگزین کرده است و دیگر نیازی به خلبان دوم نخواهد بود. این سامانه در شرکت شنیانگ در دست آزمایش و بررسی است.

## گونه‌ها
- J-16
- J-16D: مخصوص جنگ الکترونیک و مجهز به پاد اخلالگر است. در این نسخه جستجو و ردیابی فروسرخ و توپ ۳۰ میلیمتری حذف شده‌اند و یک سامانه الکترونیکی بجای آنها نصب شده است.

## کاربران
چین
- نیروی هوایی ارتش آزادی‌بخش خلق – ۲۴۵+ فروند تا ۲۰۲۲[۱۶]

## مشخصات
ویژگی‌های عمومی
- خدمه: ۲
- پیشرانه: ۲ عدد توربوفن با پس‌سوز شنیانگ دابلیواس-۱۰A, ۱۲۰–۱۴۰ کیلونیوتن (۲۷٬۰۰۰–۳۱٬۰۰۰ پوند-نیرو) با پس‌سوز

عملکرد
- حداکثر سرعت: ۲ ماخ

تسلیحات

- ۱ × 30 mm cannon[۳]
- Munitions on twelve external hardpoints, including:[۲]
  - موشک هوا به هوا
    - PL-10 (ASR)
    - PL-15[۱۷]
    - PL-21

  - موشک ضد کشتی
    - KD-88[۱۸]
    - YJ-83K[۱۸]

  - Rockets[۲]
  - Guided bombs[۲]
  - Anti-radiation missile[۲]
  - YINGS-III targeting pod[۳]

اویونیکس

- AESA radar[۳]
- IRST[۳]
- EW pods(J-16D)